# Герджиков, Димитр
Димитр Герджиков (болг. Димитър Герджиков; род. 27 марта 1992, Чепеларе, Пловдивская область) — болгарский биатлонист, призёр чемпионата мира по летнему биатлону среди юниоров.

## Биография
На международных стартах спортсмен дебютировал в 2008 году, на чемпионате мира среди юниоров в немецком Рупольдинге где занял 91-е место в индивидуальной гонке. В период между 2010 и 2013 годах спортсмен четырежды участвовал на гонках такого уровня. В 2010 году спортсмен занял 8-е место в спринте и 9-е место в пасьюте. Хороших результатов спортсмен достиг и в 2011 году, в Нове-Место-на-Мораве спортсмен сумел занять девятое место в спринте, а в гонке преследования Димитр занял 15-е место.
В 2012 году на чемпионате Европы его лучшим результатом стало 7-е место в смешанной эстафете, а лучшим результатом на этом турнире в личных гонках стало 33-е место в гонке преследования. Через год спортсмен вновь принял участие на гонках такого уровня. На этот раз чемпионат проходил в болгарском Банско. Лучшим показателем для него стало 4-е место в смешанной эстафете, а в личных гонках — 7-е место в гонке преследования.
В 2014 году спортсмен тоже участвовал на подобных гонках. Самым лучшим показателем для спортсмена является 7-е место в эстафете, в личных гонках лучшим показателем является лишь только 51-е место в гонке преследования. В следующем году спортсмен вновь принял участие на Чемпионате Европы, где Сборная Болгарии не приняла участие в эстафете, однако в индивидуальной гонке спортсмен принял участие, где стал 48-м.
Что касается Кубка IBU, то на подобных гонках спортсмен дебютировал в 2009 году. В своей первой гонке в Банско, что в Болгарии, Димитр занял 13 место в спринтерской гонке.
В 2014 году, на Кубке мира в Оберхофе спортсмен показал не очень хороший результат. Его результатом в спринтерской гонке стало 81 место.
На чемпионате мира 2019 года в Эстерсунде занял 21-е место в индивидуальной гонке, допустив один промах. В этой гонке Владимир Илиев принёс Болгарии первую в истории медаль мужских чемпионатов мира, заняв второе место.

## Медальный зачёт
Ниже предоставлен медальный зачёт спортсмена на некоторых турнирах в личных гонках.
| Турнир                               | 1 | 2   | 3   | Лучший результат | Примечание                                |
| ------------------------------------ | - | --- | --- | ---------------- | ----------------------------------------- |
| Олимпийские игры                     |   |     |     | —                | Не участвовал                             |
| Чемпионат мира по зимнему биатлону   |   |     |     | 70               |                                           |
| Кубок мира по зимнему биатлону       |   |     |     | 38               |                                           |
| Кубок IBU                            |   |     |     | 13               |                                           |
| Чемпионат Европы по зимнему биатлону |   |     |     | 23 (7)           | В скобках — результат на юниорских гонках |
| Чемпионат мира по летнему биатлону   |   | (1) | (1) | 25 (2)           | В скобках — результат на юниорских гонках |